# Euphorbia herniariifolia
Euphorbia herniariifolia är en törelväxtart som beskrevs av Carl Ludwig von Willdenow. Euphorbia herniariifolia ingår i släktet törlar, och familjen törelväxter.

## Underarter
Arten delas in i följande underarter:
- E. h. glaberrima
- E. h. herniariifolia